# ATACS
ATACS（アタックス、英語: Advanced Train Administration and Communications System）は、東日本旅客鉄道（JR東日本）が開発した列車保安装置である。
従来、軌道回路で行っていた列車位置検知を車上検知に変更し、地上と車上の通信をデジタル無線で行うのが大きな特徴である。既存の信号システムにおける自動列車保安装置（ATSやATC）、連動装置、踏切の制御装置を全て内包している保安装置である。日本初の移動閉塞（クロージング・イン）システムである。
2020年（令和2年）10月現在、仙石線（あおば通駅 - 東塩釜駅間）と埼京線（池袋駅 - 大宮駅間）において使用しているほか、同年4月20日より、ATACSを応用した地方交通線向け無線式列車制御システムを小海線に導入し、交換駅における信号・進路制御、無線を用いたATS-Pによる速度制御を実施している。

## 概要
移動体通信やコンピュータなどの情報通信技術の発展に伴い、従来地上設備を主体に構築されていた鉄道の信号保安システムを情報通信技術をベースとして地上・車上で分担するシンプルなシステムとして再構築することを狙ったのがATACSである。地上装置、車上装置共にネットワーク化されており、無線通信によって双方が結合される自律分散ネットワークとなっている。
鉄道の信号システムは列車の位置を検知し、その情報を伝送しそれに応じて必要な制御をする「検知・伝送・制御」の3つの機能で構成されている。ATACSでは、この3つの機能を最新の技術を用いたものに変更する。
検知技術には、従来は軌道回路を用いてきた。しかし軌道回路は地上設備であり、変更が必要な場合多大な手間が掛かる上、メンテナンスコストが大きい。ATACSではこれを列車自体が自分の位置を検知する車上検知にする。
伝送技術では、従来は信号機により運転士が目視で情報を得ている。保安装置では地上子と車上子の間の伝送で情報を得ている。これについては、信号機の設置や改良に多大な費用が掛かっていると共に視認性の問題がある。ATACSでは無線技術を利用して車上に情報を伝送し、車内信号方式とする。
制御技術では、得られた他の列車の位置などの情報に基づき、車上の自動列車保安装置が列車の速度を制御したり連動装置が分岐器の鎖錠をしたり踏切警報機を動作させたりする。このうち連動装置や踏切警報機については地上装置であり線路の配置を変更すると関連する地上装置も変更しなければならず、多大な手間とコストが掛かっている。踏切警報機については、制御の仕方によっては遮断時間が不必要に長くなることがある。さらに制御の論理がリレーを用いたもので複雑であった。ATACSではコンピュータ上のソフトウェアによる論理でこうした制御を実現する。

## 開発目的
開発の主要な目的は以下の3つである。

### 費用削減
地上設備を主体として構築された既存信号システムは高コストであり、設備を減らし人手も要さないシステムに変更することでコストダウンを図る。

### 安全性向上
既存信号システムでは地上系から車上系への情報伝送が弱く、保安装置は地上子やトランスポンダを利用した情報伝送に頼って動作している。無線通信技術を利用することでこれの抜本的な改善を図り、信号システムの対象外となっている保守作業を対象内に取り込むことでシステム全体の安全性の向上を図る。

### 輸送効率向上
現行の信号システムでは、地上設備で固定的に実現された閉塞に頼って安全を保証している。閉塞区間の長さや配置はその路線の車両性能や最高速度、時隔などによって最適化されて決定されており、それらの変更があると地上設備を大規模に改良する必要がある。これには多大な時間と手間、費用が掛かっている。これを車上主体の制御である移動閉塞に移行することで車両性能などに応じた最適な運行を常に実現できるようにし、輸送効率の向上を図る。

## システム構成

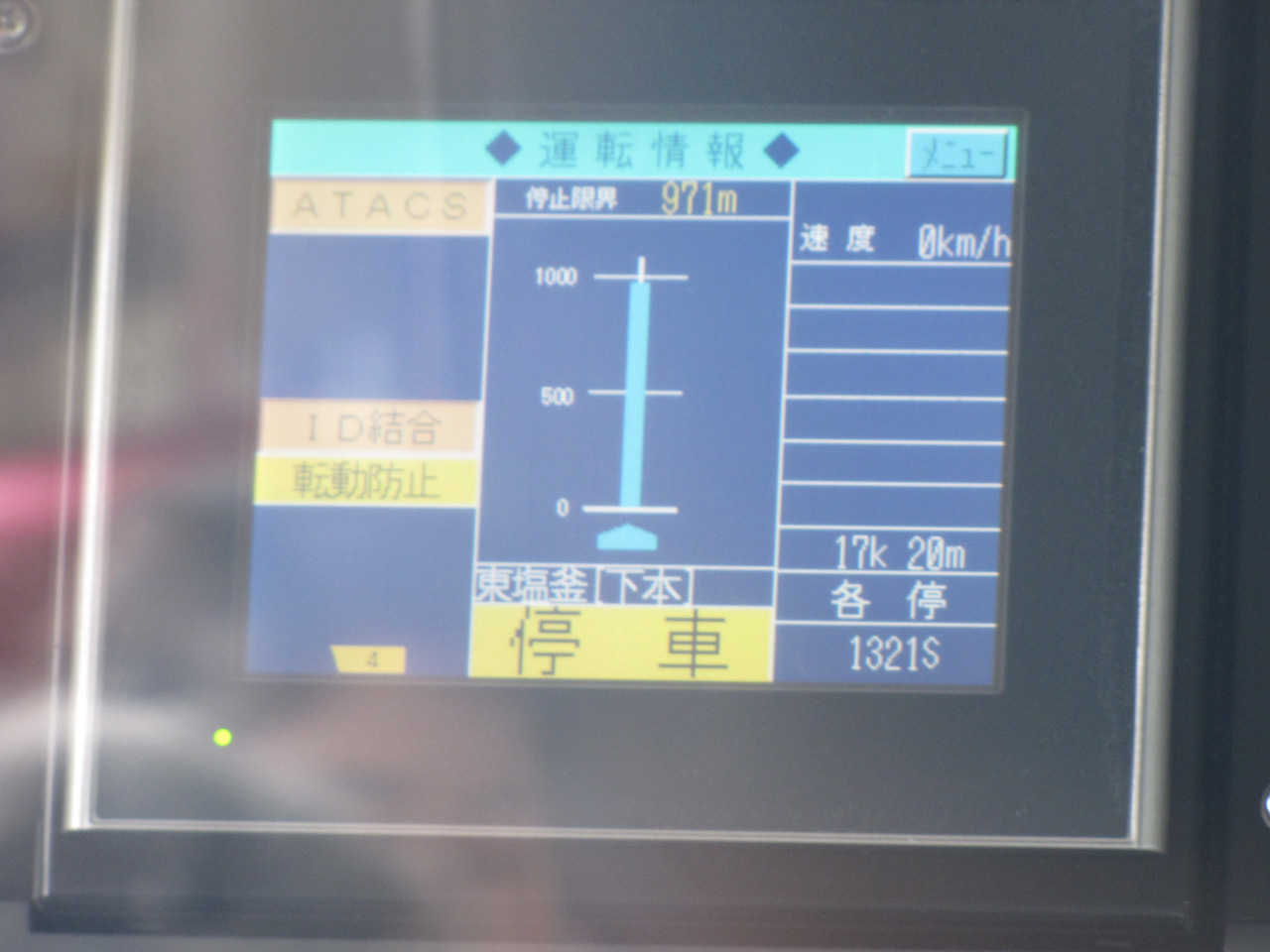
JR仙石線で実際に運用されている時のATACSモニタの表示内容

ATACSのシステムは地上設置の在線管理装置、システム管理装置、拠点装置、無線基地局、それらを接続する伝送回線と車上設置の車上無線局、車上制御装置、運転台表示装置、それらを接続する伝送装置で構成される。

### 在線管理装置
ATACSのシステム内に存在している全ての車上制御装置のIDを管理している。拠点装置のバックアップも行っており、拠点装置が故障して再起動する際に使用されるフェイルセーフな装置となっている。

### システム管理装置
ATACSのシステム全体の動作状況の監視、設定変更などの機能を持っている。駅間においてはキロ程で、駅構内では線路ブロック単位で、線路を指定して線路閉鎖を設定したり5 km/h単位での臨時速度制限を設定したりする。保守用車の進路設定、保守時の単線並列設定も行う。

### 拠点装置
車上装置から受信した列車の位置情報に基づいて列車の現在位置の追跡を行う。その情報に基づいて停車場の連動制御、列車の間隔制御、踏切警報機の制御を行う。ATSを用いている区間とATACS区間の間でのシステムの自動切換え制御も行っている。無線のチャンネル管理や、電源が切られて車両基地や駅に留置されている編成の管理も行う。

### 無線装置
地上に設置された無線基地局と、車上に設置された車上無線局で構成される。使用する周波数は400 MHz帯、帯域幅は6.25 kHzで地上の基地局では4つの周波数のどれかを隣の基地局と重ならないように使用している。基地局出力は3W、車上局出力は1Wとなっている。アクセス方式は時分割多重 (TDMA)、変調方式は位相偏移変調 (π/4QPSK)、誤り検出はCRC、誤り訂正はリード・ソロモン符号、伝送速度は9,600bpsである。地上から車上へは1周期960ミリ秒を16スロットに分割し12スロットが列車制御用、4スロットが線路データベースのバージョン情報などに用いられている。車上から地上へは1周期12スロットとして列車位置、列車長、踏切制御情報などを伝送している。このため、1つの無線基地局に上下合わせて12列車を収容できる。無線基地局は、およそ3 kmおきに設置される。
ATACSにおいて無線伝送は列車制御上重要な位置を占めているため、誤り訂正・誤り検出を付与することにより信頼性を高めている他、暗号化を施してセキュリティ対策も行われている。

### 車上制御装置
車上制御装置は、現在の列車位置と列車長の情報を車上無線局を通じて地上の拠点装置へ送信する。列車位置情報と、拠点装置から送られてくる停止位置情報とを元に速度照査パターンを生成する。列車が速度を出しすぎたり停止位置に近づきすぎたりしてこの速度照査パターンに抵触すると、自動的にブレーキが掛かる仕組みとなっている。
車上制御装置は原則1編成に1台搭載され、運転台にそれぞれ設けられている運転台表示装置とは伝送装置で結ばれている。

### 運転台表示装置
運転台表示装置は各運転台に設置され、乗務員に必要な情報を表示する装置である。現在の速度、許容される最高速度、駅構内で開通している進路の情報、停止位置の情報などが表示される。

## 機能

### 列車位置検知機能
車上で列車の現在位置を把握するための機能である。速度発電機（タコジェネレータ）を用いて車軸の回転数を測り、車輪の円周長を掛けた値を現在位置から積算していくことで移動距離を測定する。誤差の累積を解消するために線路上の必要位置にトランスポンダを設置し、その固有データを元にデータベースとの照合を行って位置補正を行っている。線路内の列車占有範囲は測定した列車位置に列車長を加えることで求めている。列車位置は0.1 m単位となっている。
速度発電機による走行距離の算出では、車輪が滑走・空転すると誤差が発生する。このため、検知対象とする車軸は動力のついていない非駆動軸にすると共にブレーキ力をこの軸については弱めることで滑走・空転の防止を図っている。さらに実際に滑走・空転が発生した場合にも誤差が大きくならないように補正論理が組み込まれている。
駅や車両基地に留置されていた車両が起動する時の初期位置の設定は前回最終時点での位置を拠点装置が記憶しておき、車上制御装置起動時にその情報を送信して仮位置とする。滞泊場所付近に設置されているトランスポンダから固有データを読み込んでデータベースと照合した時点で正式な位置となる。留置場所には車両が移動していることを検知できる装置を設けて安全対策としている。

### 列車追跡機能
列車位置検知機能で求めた現在位置を元に線路上での列車の位置を常に追跡する機能である。車上制御装置から無線伝送により約1秒周期で列車位置情報が拠点装置に送信されるようになっている。車上制御装置と拠点装置は共通の線路データベースを持っており、その上に位置情報を重ね合わせることで追跡を行う。駅のように線路が分岐器でつながっている場所では現在分岐器がどちら側に開通しているかを拠点装置が保持しており、それに基づく経路情報を車上に送信することにより累積の走行距離から列車が現在どの番線に進入しているかを認識できるようにしている。列車追跡機能で管理している列車位置情報は列車の先頭部の位置、列車長、運転方向などから構成されている。走行するにつれて列車位置の誤差が生じることを考慮して、一定割合で列車長を補正する仕組みになっている。

### 列車制御機能
列車位置情報を列車から受け取った拠点装置はその前方を走行している列車やまだ開通していない分岐器などの条件を調べ、列車が走行できる停止限界を計算して車上に送信する。車上制御装置がそれを元に速度照査パターンを生成して、列車の速度を制御している。
速度照査パターンは、車上のデータベースに記憶されている速度制限情報や線路の勾配などの情報と車両自体の減速性能を元にして計算される。車上制御装置は、非常ブレーキのパターンと常用ブレーキのパターンを独立に計算して保持している。非常ブレーキパターンは、停止限界から非常ブレーキ使用時の減速度に基づいて引く。このパターンに抵触すると、非常ブレーキが掛かり停車するまで緩解しない。計算上の非常ブレーキ減速度より実際の非常ブレーキ減速度の方が高いため、パターンより手前で停止することができる。常用ブレーキパターンは、停止限界の一定距離手前を原点として常用最大ブレーキ時の減速度を用いてパターンを計算している。常用パターンに抵触すると常用ブレーキが掛けられて、フィードバック制御によりほぼ常用ブレーキパターンに沿って減速することになる。パターンに接近するとパターン接近の警報が運転台表示装置に表示される。
停止限界情報は先行列車の位置、固定閉塞、開通している進路の終端、隣の無線基地局へのハンドオーバー点、システム境界、線路閉鎖点、線路終端といった支障条件に安全上の余裕を加えて拠点装置により計算される。ただしエアセクションのように列車を停止させてはいけない場所もあるため、これについては考慮の上で停止限界が計算される。列車が退行すると続行列車にとっては停止限界の方が近づいてくることになり危険であるため、退行は禁止されている。駅構内で停車位置を修正するための退行などは、ブロックを指定して認められている。

### 連動制御機能
既存の信号システムでは連動装置と呼ばれる装置が停車場構内で分岐器の開通状況を制御し、関連する信号機の現示を連動させている。ATACSでは、拠点装置がこれと同じ機能を実現している。ただし地上信号機を用いないことから、閉路鎖錠や列車の走行状況を随時把握でき、時間鎖錠や列車が停止限界を越えて走ることがないため、過走防護の3つの機能は不要とされている。

### 踏切制御機能
従来は、軌道回路と踏切制御子を用いて地上装置で踏切警報機の制御を行っていた。これに対してATACSでは列車の現在位置情報と現在速度から車上制御装置が線路データベース上にある踏切位置までの到達時間を計算し、必要とされる警報時間に達した時点で車上から警報開始要求を送信する。踏切位置を列車後端が通過した時点で警報終了要求を送る仕組みになっている。これにより定点で踏切警報制御していた場合に比べて遮断時間を短縮することができ、道路交通への影響を軽減すると共に列車の最高速度の変更などに柔軟に対処することができる。
ATACS導入以前の従来信号システムでは、踏切装置の故障などにより警報機・遮断機が正しく作動しなかった場合に列車を自動的に停止する仕組みはない。これに対してATACSによる踏切制御では踏切手前に停止位置を設定して速度照査パターンを発生させ、踏切遮断完了の情報が伝送されてきた時点でこのパターンを消去することで無遮断時の自動的な列車の停止を実現しており安全性も向上している。
列車が駅に停車する時に停車位置の先の至近距離に踏切が存在する場合（構内踏切）、列車のオーバーランを警戒して事前に警報を開始するため不必要に遮断が行われたり、遮断時間が長くなったりしていた（過走防護）。ATACSではオーバーランを確実に防ぐことができるため、過走防護は不要である。

### 臨時速度制限機能
システム管理装置から速度制限情報を設定することで、列車に速度制限を強制的に守らせる機能である。速度制限の情報は拠点装置から車上制御装置に送信され、それを考慮した速度照査パターンが生成される。速度照査パターンに抵触すると自動的にブレーキが作動するが設定されている制限速度を下回ると緩解し、その速度以下で走行し続けることができる。列車長を考慮して、列車全体が速度制限設定区間を通過すると通常の制御に戻る。

### 単線並列運転機能
日本の鉄道ではほとんどの複線区間において、それぞれの線路で単一方向にのみ列車を運転することを前提にした信号システムを導入している。これに対して日本以外では複線の線路の両方で双方向に運転できる単線並列方式が多く見られる。これは単線並列に対応した信号システムを導入することで複雑化しコストが上がること、そもそも日本では列車密度が高く、単線並列を有効に生かせないことなどが理由とされてきたが、保線作業や事故などで片方の線路が閉鎖された場合に柔軟に対処することができなかった。ATACSでは地上信号機がなく列車の間隔制御や踏切制御をソフトウェア上で処理しているため、設備を増やすことなく単線並列を実現することができる。

### システム境界機能
ATACSを設置している区間と設置していない区間の間で列車を進出・進入させるための機能である。
ATACS区間への進入時には進入位置に設置されているトランスポンダの通過により現在位置の確認を行い、拠点装置との無線接続が開始される。拠点装置から進路情報と停止位置情報を受信した時点でATSからATACSに切り替わる。
ATACS区間からの進出時には設定されている切替線路ブロックを走行中にシステム範囲外への進路情報を受信した時にATACSを終了させATSに切り替え、一定距離後に無線送信が停止される。
ATACS区間には従来の信号システムが設置されておらず、ATACS非対応の車両が進入すると列車間隔制御も踏切制御も全て動作しないため危険な状態となる。このため境界には非搭載車の検知装置が設置されており、これが作動すると周辺列車の緊急停止信号が送出される仕組みとなっている。非搭載車検知装置にはトレッドルが使用され、システム上の列車位置との間で照合が行われる。電源が切られて車両基地や駅に留置されている編成が万が一流転した場合も同様にトレッドルで検出される。

### 保守作業関連機能
現在保線作業を行う際には線路閉鎖を行っており、信号システムによる保安は行われていない。このため人間の注意力だけに頼る部分があり、保安上の弱点となっている。ATACSでは保守作業もシステムの中に取り込まれており、保守用車の制御機能がある。

### 列車防護機能
プラットホーム上の列車非常停止警報装置（非常停止ボタン）、踏切障害物検知装置や踏切支障報知装置が作動した場合には従来は特殊信号発光機などで視覚的に運転士に情報伝達するだけであった。ATACSではこれらの装置の作動状況を拠点装置に取り込み、関係する範囲にいる列車に速度照査パターンを発生させて自動的に停止させることができる。

### ハンドオーバー制御
無線基地局はそれぞれ対応範囲を持っているので、列車が走行していくにつれて交信対象の無線基地局を変更していく必要がある。これを携帯電話などのような移動体通信と同じくハンドオーバー処理と呼ぶ。ただしATACSでは保安に用いているため、ハンドオーバー処理を確実に行う必要がある。このため列車の移動に応じて拠点装置の間で通信を行い、移動先の無線スロットを確保して制御を連続的に行えることを保証している。

## 開発の歴史
前史として国鉄の頃から鉄道技術研究所及び鉄道総合技術研究所が1985年ごろから1995年まで研究した、無線列車制御システムCARAT (Computer And Radio Aided Train control system) が元となる。
ATACSの開発は1995年（平成7年）から開始された。1997年（平成9年）9月から1998年（平成10年）2月まで、仙石線苦竹駅 - 東塩釜駅間で4編成を用いて第1期の試験として基本的な検証を行った。さらに2000年（平成12年）10月3日から2001年（平成13年）2月21日まで、仙石線苦竹駅 - 多賀城駅間で2編成を用いて第2期の試験として応用技術の検証を行った。
続いて、2001年（平成13年）より仕様の検討を行ってプロトタイプの開発を行った。2003年（平成15年）9月から車上装置の設置工事を始め、2004年（平成16年）7月までに仙石線所属の全18編成に装置を搭載完了した。地上側にあおば通駅 - 東塩釜駅間で4拠点装置8無線基地局を設置して、2003年（平成15年）10月14日からモニタラン試験を開始した。モニタラン試験では営業列車を従来の信号システムで運転しながらATACSもバックグラウンドでブレーキ制御を行わない状態で動作させ、動作状況を確認した。
モニタラン試験と並行して、営業運転終了後の深夜時間帯に実際に列車をATACSの制御で走行させるコントロールラン試験を2003（平成15）年度から2004（平成16）年度にかけて計28回実施した。モニタラン試験、コントロールラン試験ではATACSの各機能が仕様上の条件を満たしていることが確認された。位置検知精度はトランスポンダ間距離200 m以上の時で0.5 %未満、絶対位置とデータベースのずれも0.9 m以内となっている。空転・滑走時の補正処理も正しく動作したことが確認された。無線のフレーム受信率は99.9 %以上が確保された。
これらの試験の結果として外部の専門家によるシステム評価委員会により、ATACSは信号保安装置としての要件を満たしていると評価された。その後実用化工事に着手し2011年（平成23年）春に同線区・区間で列車間隔制御などの基本機能を、2012年（平成24年）春には踏切制御などの応用機能も使用開始する予定と発表された。
2011年（平成23年）1月27日にJR東日本は、ATACS試験を実施していた仙石線について同年3月27日より、あおば通 - 東塩釜間で営業運転に導入することを発表した。当面は列車間隔制御機能に限定して運用し、踏切制御などの機能は後日導入とされた。しかし、同年3月11日に発生した東日本大震災（東北地方太平洋沖地震）で仙石線は被災し、運用開始予定であった3月27日の時点では運休中であった。3月28日に、あおば通から小鶴新田の間で部分的に運転を再開したが、ATACSの導入は先送りされた。その後6月30日付で、9月25日から仙石線においてATACSの実運用を開始すると発表されたが、これも台風の影響で延期となり、10月10日から実運用を開始した。
2012年（平成24年）12月16日からは臨時速度制限の機能が追加され、2014年（平成26年）12月14日から踏切制御の機能が追加された。踏切制御は、苦竹 - 小鶴新田間の古宿踏切と、小鶴新田 - 福田町間の沼潟踏切の2か所を皮切りに、約半年かけて順次全14か所の踏切に展開することになっている。これによりスリム化、安全性と信頼性の向上、メンテナンスの軽減、踏切遮断時間の短縮といった効果が得られるとされている。

## 導入線区

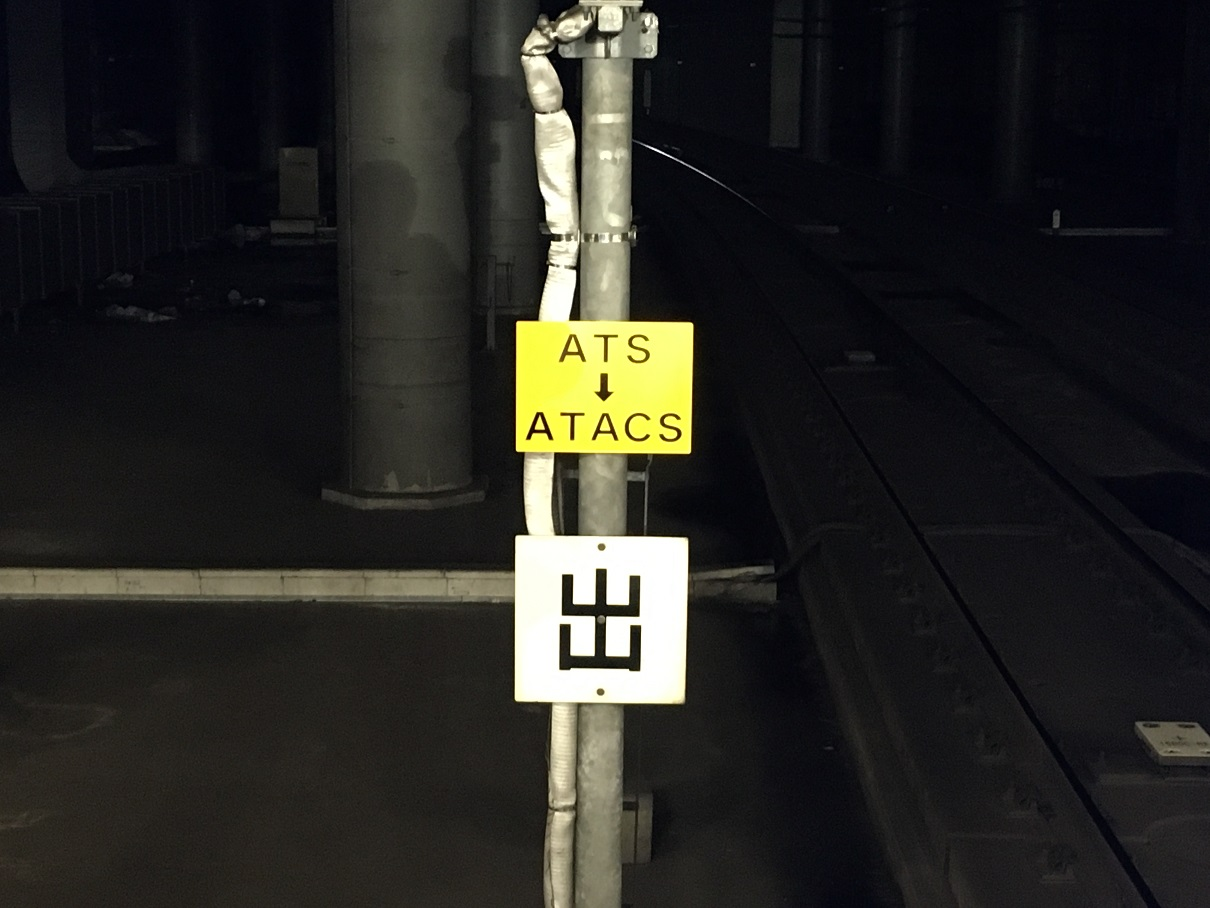
大宮駅埼京線ホームにあるATS→ATACS切り替え指示標識。
この標識の前後で川越線から埼京線へ入る為、保安装置切り替えを促すもの。

- 仙石線（あおば通 - 東塩釜間）：2011年（平成23年）10月10日 -
- 赤羽線・東北本線支線（埼京線、池袋 - 赤羽 - 武蔵浦和 - 大宮間[13]）：2017年（平成29年）11月4日 -

## 今後の導入予定
- 山手線・京浜東北線でのATACSの使用開始は、2028年〜2031年ごろを予定している

 。
- 2036年までに首都圏全域での使用開始が目標とされる[15]。

## 同等の保安システム
ATACSのような無線技術を利用した鉄道保安装置にはヨーロッパの政府機関や鉄道事業者、メーカが共同開発を行っているETCS Level3（同じく移動閉塞）がある。しかし、このETCS Level3は技術的な難しさや関係各所の調整などの問題により現時点では実用化の目処は立っていない。
各国で地下鉄などの都市交通分野で、無線通信をベースとした信号システムCBTC (Communication Based Train Control) が導入されている。日本では2016年1月に東京メトロが丸ノ内線へ2022年度末ごろの導入を計画していることを発表していたが、2024年12月7日に全線で使用開始された。このほか、2014年5月にJR東日本が常磐緩行線へ2020年度までの導入を検討していたが、中止となったため、代替としてこのATACSの導入を検討している。
JR西日本では、2013年より本保安装置をベースとした車上主体列車制御システム（無線式）の実証試験を行っており、これに対応した227系1000番台を投入した上で和歌山線へ2023年春の導入を予定していたが、2022年2月18日に現行の計画を見直し、新しい技術を取り入れた無線による保安システムの導入を将来的に目指すことになった。

## ATACSの世界戦略
世界鉄道連合 (UIC) などは、現在鉄道技術のISOやIECによる国際規格化を進めている。主なものとしては鉄道システムの信頼性・安全性をライフサイクルで分析・適用するRAMS (Reliability, Availability, Mainteinability, Safety) 規格 (IEC62278)、信号制御ソフトウェア (IEC62279)、鉄道システムの電磁両立性 (EMC : Electromagnetic Compatibility。IEC62236) などがある。多くは欧州の規格を元に制定されており日本の特殊事情を反映させ難く、信号保安などの鉄道技術者は日本の鉄道技術が影響を受ける危機感を強く抱いた。
無線通信を利用した信号保安システムに関しては、ヨーロッパ規格であるERTMS/ETCSをそのまま国際規格化しようとする動きがある。2007年3月に開催されたUIC理事会においては、インターオペラビリティのためにETCSを全世界に適用することが提案された。これが実現すると、ATACSを含めた日本の列車制御システム全てが国際標準から外れて日本の鉄道技術が打撃を受けるだけでなく、日本国外で日本の鉄道システムを売り込むことにおいて重大な支障が出る恐れが出た。理事として参加していたJR東日本副会長の石田義雄がこれに強く反対し、6月にこの問題を検討するワークショップが開催された。ワークショップでは各国の鉄道技術の最新状況の情報交換が行われ、その結果各国の鉄道事情の相違やそれに伴う技術の差異が認識され引き続き情報交換を行い検討を続けていくことが合意されて、ETCSの国際規格化はひとまず回避された。
こうした状況を鑑みて、ATACSはまだ試験段階であり実際に運用されている段階ではないながらも将来の国際規格化を念頭においてJR東日本や鉄道総合技術研究所、大学、鉄道事業者、メーカ、政府関係機関の有識者を中心に2005年10月から「無線利用の列車制御システム規格化検討委員会」が発足した。この委員会において、ATACSを元にした「列車間隔制御機能を備える無線利用の列車制御システム」としてJRTC (Japan Radio Train Control system) の仕様を作成している。この仕様をまずJIS化した。
これを進めて、将来的にはATACSの国際規格化も考えていた。しかしETCSの国際規格化に反対した以上、ATACSの国際規格化を推進すると態度が矛盾することとなってしまうことから、これを取り止めて代わりに無線通信による保安システムの規格制定手順を国際標準化することを提案することになった。このためにIECの技術委員会TC/9で議論が始められている。